# روزهای شراب ایروان

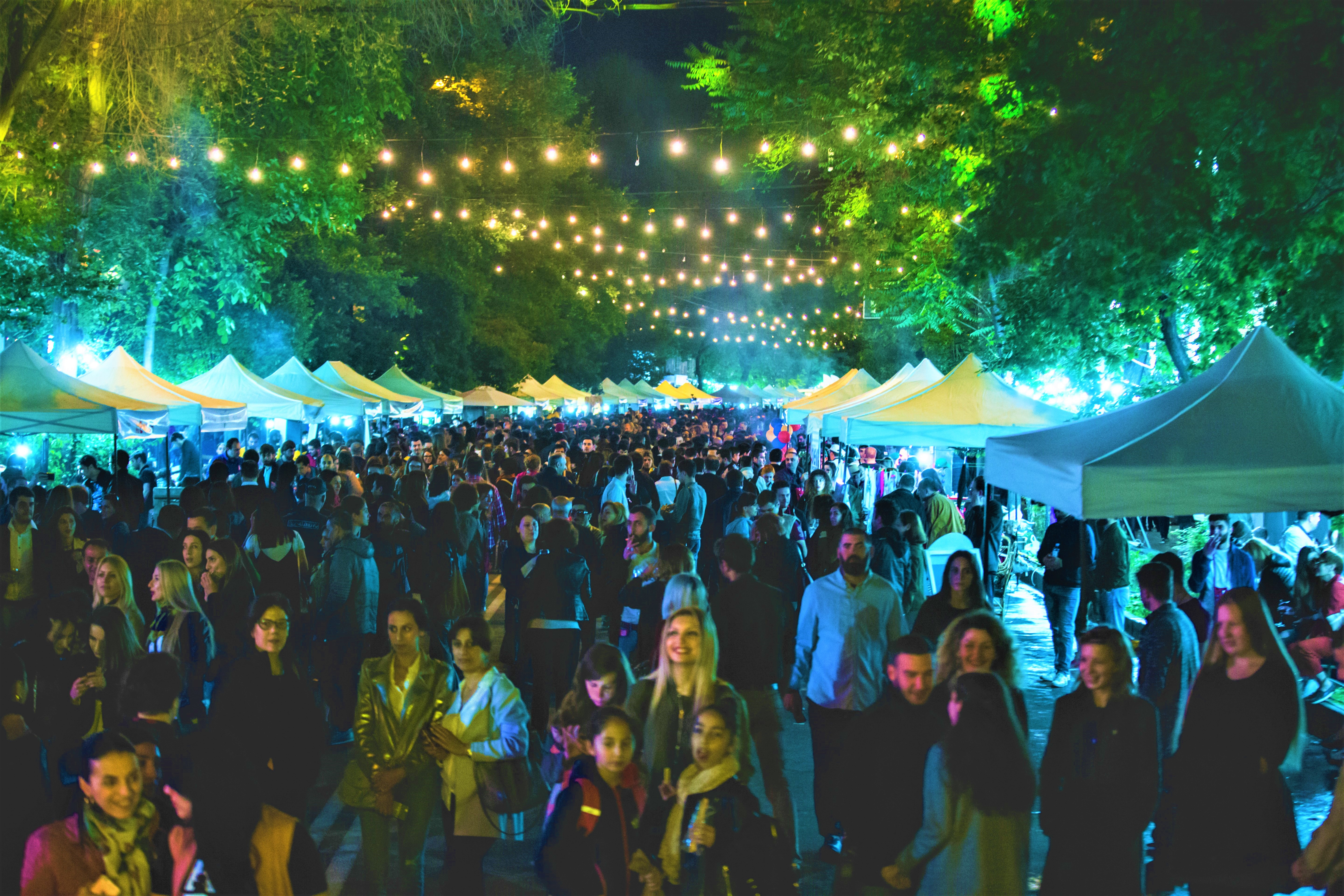

روزهای شراب ایروان (ارمنی: Երևանի Գինու Օրեր) یک رویداد دو روزه در ایروان پایتخت ارمنستان می‌باشد این رویداد سالیانه از سال ۲۰۱۷ میلادی در نخستین جمعه و شنبه ماه مه در تعدادی از خیابان‌های مرکزی ایروان برگزاری می‌شوداز سال ۲۰۲۱ این جشنواره در اولین هفته ژوئن برگزار می‌شود. در سال ۲۰۲۳ روزهای شراب ایروان بیش از ۱۲۰٬۰۰ بازدید کننده داشت.

## هدف
هدف اصلی این رویداد ترویج توریسم شراب در ارمنستان و تضمین شناخت صنعت شراب در این کشور است.
این رویداد بر صنعت شراب ارمنستان تأثیر مثبت گذاشته و آگاهی از گردشگری شراب را افزایش داده است.

## نحوه برگزاری

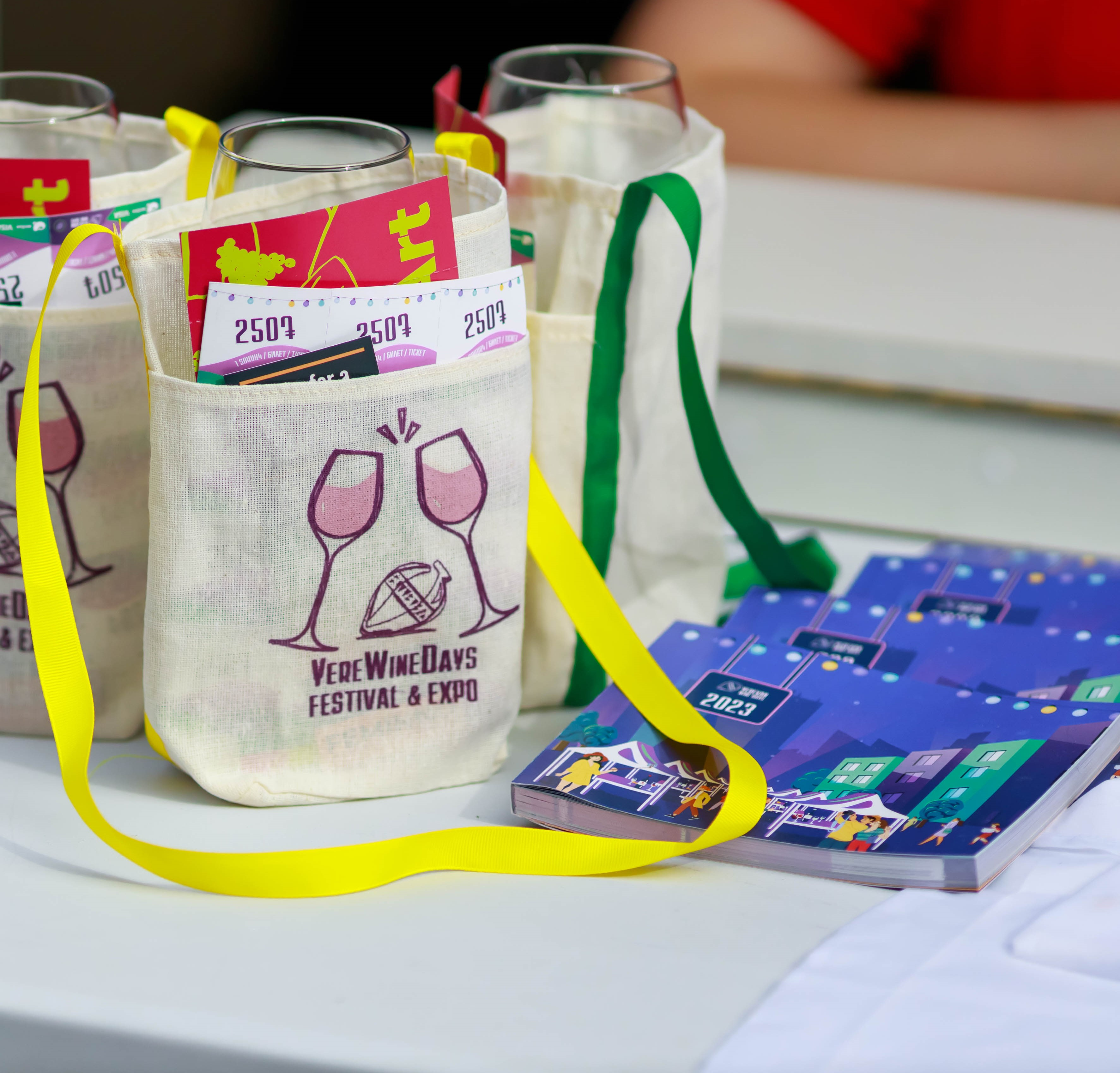
Wine enjoying package 2023.

حضور در این رویداد رایگان است، اما برای چشیدن شراب‌های ارائه شده، بازدیدکنندگان باید بسته‌های ویژه ای خریداری نمایند.
بسته‌ها عموماًشامل یک جام شراب و یک بروشور با چندین کوپُن حاوی اطلاعات مربوط به تولیدکنندگان شراب است.
گروه‌های موسیقی و دی‌جی‌های ارمنی نیز به اجرا در این رویداد می‌پردازند.

## شرکت کنندگان

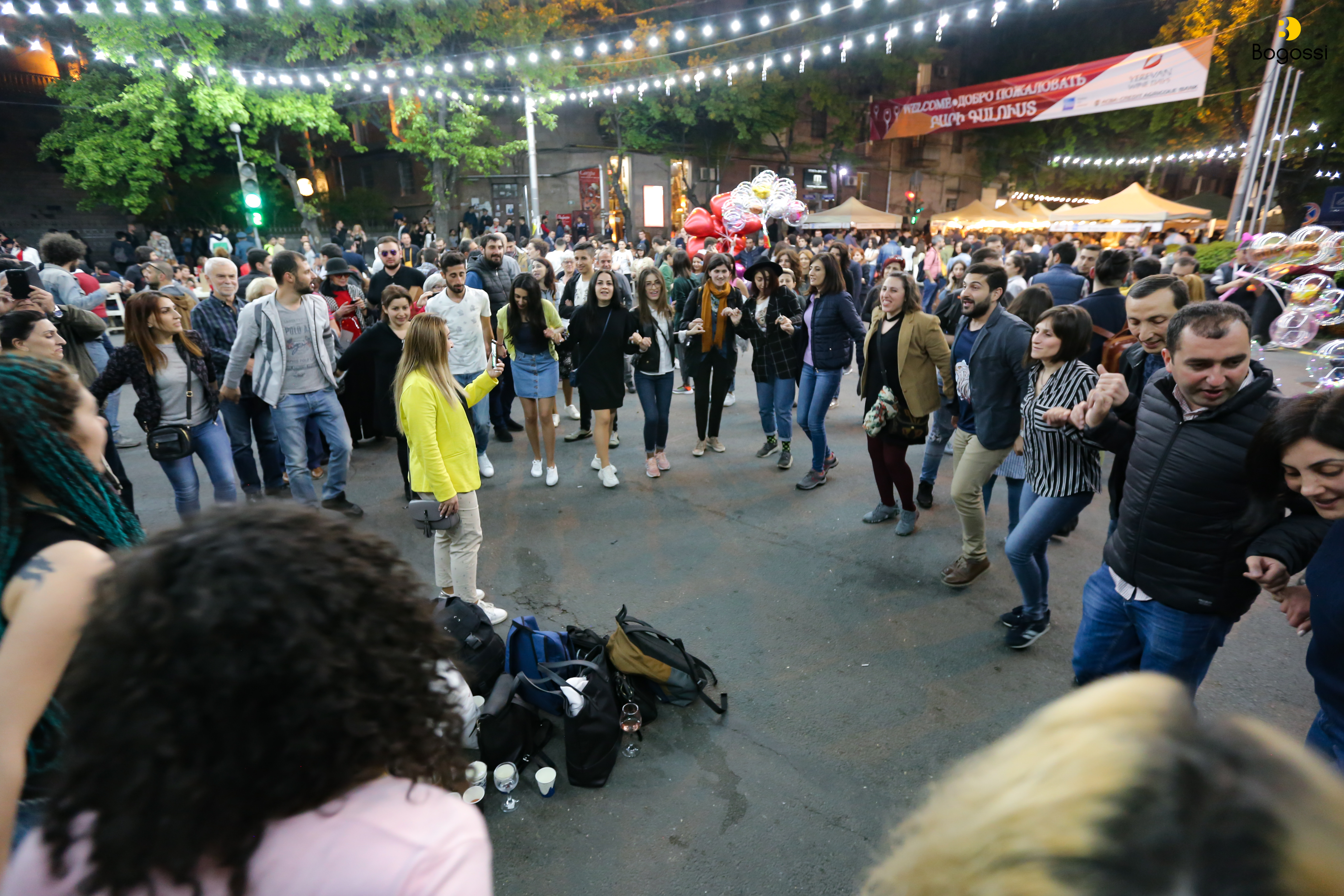
Roundelay on Saryan Street on Yerevan Wine Days

در رویداد علاوه بر تعداد زیادی از شراب‌سازان ارمنی، و رستوران‌ها و کافه‌هایی به ارائه غذاها و شیرینی‌های مخصوص از آشپزی‌های ارمنی، ژاپنی، مکزیکی، ایتالیایی، ٰفرانسوی می‌پردازند.
در طی سه سال (۲۰۱۷ الی ۲۰۱۹) ۷۹ شراب در این رویداد شرکت کرده و محصولات را ارائه نمودند.
موزه‌های ذیل در روزهای شراب ایروان ۲۰۱۹ شرکت داشتند:
1. موزه هوهانس تومانیان
2. موزه آرا سارگسیان و هاکوب کوجویان
3. موزه خانه ماردیروس ساریان

این رویداد همچنین میزبان نوازندگان ارمنی، گروه‌های موسیقی کوچک و هنرمندانی است که به اجراهای مختلف در صحنه‌های بزرگ و کوچک واقع در نقاط مختلف خیابان‌ها می‌پردازند.